# Gwen Tennyson
Gwendolyn "Gwen" Tennyson, af og til kendt som Heldig-pigen, er en fiktiv figur, fra Cartoon Networks Ben 10-serie, skabt af Man of Action. Hun er kusine til seriens hovedperson Ben Tennyson og hans bedste ven, og et kernemedlem af Ben's hold, som ofte hjælper ham i hans mange eventyr for at besejre skurke og forbrydere og beskytte og redde jorden og universet. Gwen er megen intelligent og en stærk kampsport, og udvikler senere magiske evner, der til sidst afsløres for at være fremmede i naturen, efter at have arvet det fra sin rumvæsen-bedstemor, Verdona.
Gwen blev skabt til den originale serie fra 2005, hvor Meagan Smith lagde stemme til hende som 10-årig. Smith blev efterfulgt af Ashley Johnson, der lagde stemme til Gwen som teenager i den efterfølgende serie Ben 10: Alien Force, Ben 10: Ultimate Alien og Ben 10: Omniverse, mens Montserrat Hernandez lagde stemme til Gwen til reboot-serien fra 2016. Tara Strong lægger  midlertidigt også stemme til en version af Gwen, der foregår i en alternativ fremtid fra den originale serie .
En anime spin-off soloserie med Gwen i hovedrollen, der foregår i den originale kontinuitet, mens hun går på college, er i aktiv udvikling.